# Rusłan Płaton
Rusłan Serhijowycz Płaton, ukr. Руслан Сергійович Платон (ur. 21 stycznia 1982 we wsi Sniacziw, w obwodzie czerniowieckim) – ukraiński piłkarz grający na pozycji napastnika.

## Kariera piłkarska

### Kariera klubowa
Wychowanek szkoły piłkarskiej Bukowyny Czerniowce. Pierwszy trener Pawło Soczniew. W sezonie 2000/01 debiutował w składzie Bukowyny, skąd w 2001 został zaproszony do Karpat Lwów. 21 września 2002 zadebiutował w podstawowej jedenastce Karpat. Przez swoją małą skuteczność strzelecką nieczęsto trafiał do podstawowej kadry Karpat, dlatego po zakończeniu kontraktu w 2007 przeniósł się do FK Charków. W początku 2008 został wypożyczony do Zakarpattia Użhorod, a latem 2008 powrócił do Charkowa. Latem 2009 przeszedł do Tawrii Symferopol. Po zakończeniu sezonu 2011/12 opuścił krymski klub, a w sierpniu 2012 został piłkarzem Bukowyny Czerniowce. Po zakończeniu sezonu 2012/13 przeszedł do Metałurha Zaporoże. W końcu 2015 opuścił zaporoski klub w związku z likwidacją Metałurha, a w marcu 2016 został piłkarzem TSK Symferopol.

## Sukcesy i odznaczenia

### Sukcesy klubowe
- zdobywca Pucharu Ukrainy: 2010